# Вулиця Чучмана
Вулиця Чучмана — вулиця у Шевченківському районі міста Львів, місцевість Замарстинів. Пролягає від вулиці Януша углиб забудови, завершується глухим кутом.

## Історія та забудова
Вулиця виникла у першій третині XX століття, не пізніше 1932 року отримала офіційну назву Бойова бічна (у роки нацистської окупації Львова — Бойова Небенґассе). Сучасну назву має з 1992 року, на честь Юліяна Чучмана, українського військовика, чотаря УГА, учасника Листопадового чину.
Забудована одноповерховими будинками 1930-х років у стилі конструктивізм.